# Bernard Henry Slavin
Bernard Henry Slavin (Irlanda, 1873- Elbridge, 29 de marzo de 1960) fue un botánico, horticultor estadounidense, trabajó en el Bureau de Parques, Rochester, Nueva York, hasta ser superintendente. Durante muchos años de forma diligente, fue un cuidadoso coleccionista de Crataegus en el oeste del Estado de Nueva York. Era padre del también botánico Arthur Daniel Slavin (1903 – 1973).

## Honores
- Medalla FH Bartlett[4]

## Eponimia
- (Cornaceae) Cornus slavinii Rehder[5]
- (Fabaceae) Robinia slavinii Rehder[6]
- (Magnoliaceae) Magnolia × slavinii B.E.Harkn.[7]
- (Rosaceae) Crataegus slavinii Sarg.[8]
- (Rosaceae]]) Prunus × slavinii E.J.Palmer[9]
- (Violaceae) Viola × slavinii House[10]
- (Vitaceae) Vitis slavinii Rehder[11]